# Distretto di Gdyel
Il distretto di Gdyel  è un distretto della provincia di Orano, in Algeria.

## Comuni
Il distretto di Gdyel comprende 3 comuni:
- Ben Freha
- Gdyel
- Hassi Mefsoukh